# Love is a Rainbow (Nice Little Penguins single)
"Love is a Rainbow" er den anden single fra Nice Little Penguins' sjette studiealbum Alarmingly Happy. Singlen blev udgiven den 27. juni 2012.
Det er udgivet på Iceberg Records og er indspillet i Birdland Studio i Aarhus.
| Musik | Spire Denne musikartikel er en spire som bør udbygges. Du er velkommen til at hjælpe Wikipedia ved at udvide den. |